# Thrips du rosier
Thrips fuscipennis
Espèce
Le thrips du rosier (Thrips fuscipennis) est un minuscule insecte de l'ordre des thysanoptères, qui pique les pétales des roses.

## Description
L'adulte (on ne rencontre pratiquement que des femelles) est un insecte d'un millimètre de long environ, de couleur jaune, à l'abdomen brun foncé.

## Symptômes et dégâts
Pétales décolorés et malformés.

## Moyens de lutte
Pulvérisation d'une préparation au savon noir.